# R-410A
L'R-410A è un fluido refrigerante. È una miscela zeotropica (quasi azeotropica) composta da R32 (difluorometano, CH2F2) e R125 (pentafluoroetano, C2HF5), entrambi idrocarburi fluorurati.
Ha trovato largo impiego nei condizionatori d'aria, dove ha rimpiazzato i freon, in particolare il fluido R-22, di cui dal 2002 è stato vietato l'uso negli impianti di nuova installazione e dal 2015 è stata messa al bando anche la ricarica in impianti esistenti, con l'applicazione del Regolamento europeo CE 2037/00, sensibilmente in anticipo rispetto al 2030, data fissata dal protocollo di Montréal del 1987.
Non contenendo atomi di cloro, si pensava che questa miscela non danneggiasse lo strato di ozono, ma questo è stato recentemente messo in dubbio da vari studi scientifici, soprattutto con la scoperta che l'R-410A provoca un effetto serra migliaia di volte più intenso rispetto alla normale anidride carbonica.
L'attuale Regolamento UE sui gas fluorurati prevede che a partire dal 2025 l'R-410A, avendo indice GWP superiore a 750 (per la precisione di 2087,5 unità), non potrà più essere impiegato nei climatizzatori con una carica di refrigerante inferiore a 3 kg; verrà sostituito dall'R-32 puro, che ha già iniziato a diffondersi nei sistemi di climatizzazione domestici a partire dalla seconda metà degli anni 2010.